# Raïssa Beliàieva
Raïssa Vassílievna Beliàieva (rus: Раиса Васильевна Беляева) (Kírov, 25 de desembre de 1912 – Vorónej, 19 de juliol de 1943) va ser una militar russa, tinent de la Força Aèria Soviètica i una de les primeres pilots de combat femenines russes de la història. Va lluitar al costat de Lídia Lítviak i se li va atribuir tres victòries aèries. Va morir en combat, per causes desconegudes, el 1943.

## Orígens
Va assistir a un institut tècnic per a adobers a la seva ciutat natal, Kírov, de la província homònima. Després de la graduació, va demanar a la seva amiga d'infantesa Olga Iamsxikova, instructora de vol de Leningrad, que l'ensenyés a volar. Aviat es va postular com una alumna entusiasta i infatigable. Abans de la guerra, va acumular més de mil hores de vol i cent salts en paracaigudes, instruint centenars de paracaigudistes. També va participar en molts recorreguts sobre l'aeròdrom de Tuxino, a prop de Moscou.

## Carrera militar
Va participar en la batalla de Stalingrad en el 586è Regiment d'aviació de caça i va volar com a pilot escorta de Nikita Khrusxov.
El 19 de juliol de 1943 Va morir en un accident aeri a la ciutat russa de Vorónej.